# Saint-Ferréol
Saint-Ferréol és un municipi francès situat al departament de l'Alta Savoia i a la regió d'Alvèrnia-Roine-Alps. L'any 2007 tenia 848 habitants.

## Demografia

### Població
El 2007 la població de fet de Saint-Ferréol era de 848 persones. Hi havia 340 famílies de les quals 80 eren unipersonals (52 homes vivint sols i 28 dones vivint soles), 128 parelles sense fills, 112 parelles amb fills i 20 famílies monoparentals amb fills.
La població ha evolucionat segons el següent gràfic:
Habitants censats

### Habitatges
El 2007 hi havia 450 habitatges, 346 eren l'habitatge principal de la família, 93 eren segones residències i 11 estaven desocupats. 368 eren cases i 80 eren apartaments. Dels 346 habitatges principals, 280 estaven ocupats pels seus propietaris, 52 estaven llogats i ocupats pels llogaters i 14 estaven cedits a títol gratuït; 3 tenien una cambra, 13 en tenien dues, 58 en tenien tres, 89 en tenien quatre i 183 en tenien cinc o més. 282 habitatges disposaven pel capbaix d'una plaça de pàrquing. A 146 habitatges hi havia un automòbil i a 177 n'hi havia dos o més.

### Piràmide de població
La piràmide de població per edats i sexe el 2009 era:
| Homes | Edats   | Dones |
| ----- | ------- | ----- |
| 0     | 95 o +  | 0     |
| 0     | 90 a 94 | 0     |
| 8     | 85 a 89 | 4     |
| 0     | 80 a 84 | 0     |
| 8     | 75 a 79 | 0     |
| 24    | 70 a 74 | 16    |
| 16    | 65 a 69 | 32    |
| 24    | 60 a 64 | 28    |
| 24    | 55 a 59 | 32    |
| 24    | 50 a 54 | 24    |
| 36    | 45 a 49 | 24    |
| 32    | 40 a 44 | 28    |
| 28    | 35 a 39 | 36    |
| 20    | 30 a 34 | 24    |
| 20    | 25 a 29 | 28    |
| 28    | 20 a 24 | 16    |
| 20    | 15 a 19 | 20    |
| 20    | 10 a 14 | 32    |
| 32    | 5 a 9   | 12    |
| 12    | 0 a 4   | 36    |

## Economia
El 2007 la població en edat de treballar era de 556 persones, 411 eren actives i 145 eren inactives. De les 411 persones actives 394 estaven ocupades (231 homes i 163 dones) i 17 estaven aturades (7 homes i 10 dones). De les 145 persones inactives 60 estaven jubilades, 42 estaven estudiant i 43 estaven classificades com a «altres inactius».

### Ingressos
El 2009 a Saint-Ferréol hi havia 328 unitats fiscals que integraven 832,5 persones, la mediana anual d'ingressos fiscals per persona era de 20.605 €.

### Activitats econòmiques
Dels 42 establiments que hi havia el 2007, 8 eren d'empreses de fabricació d'altres productes industrials, 11 d'empreses de construcció, 8 d'empreses de comerç i reparació d'automòbils, 2 d'empreses de transport, 5 d'empreses d'hostatgeria i restauració, 2 d'empreses d'informació i comunicació, 1 d'una empresa financera, 3 d'empreses de serveis i 2 d'entitats de l'administració pública.
Dels 13 establiments de servei als particulars que hi havia el 2009, 2 eren tallers de reparació d'automòbils i de material agrícola, 4 paletes, 2 guixaires pintors, 1 fusteria, 1 electricista, 1 empresa de construcció i 2 restaurants.
L'any 2000 a Saint-Ferréol hi havia 17 explotacions agrícoles.

## Equipaments sanitaris i escolars
El 2009 hi havia una escola elemental.

## Poblacions més properes
El següent diagrama mostra les poblacions més properes.